# Haitianische Diaspora

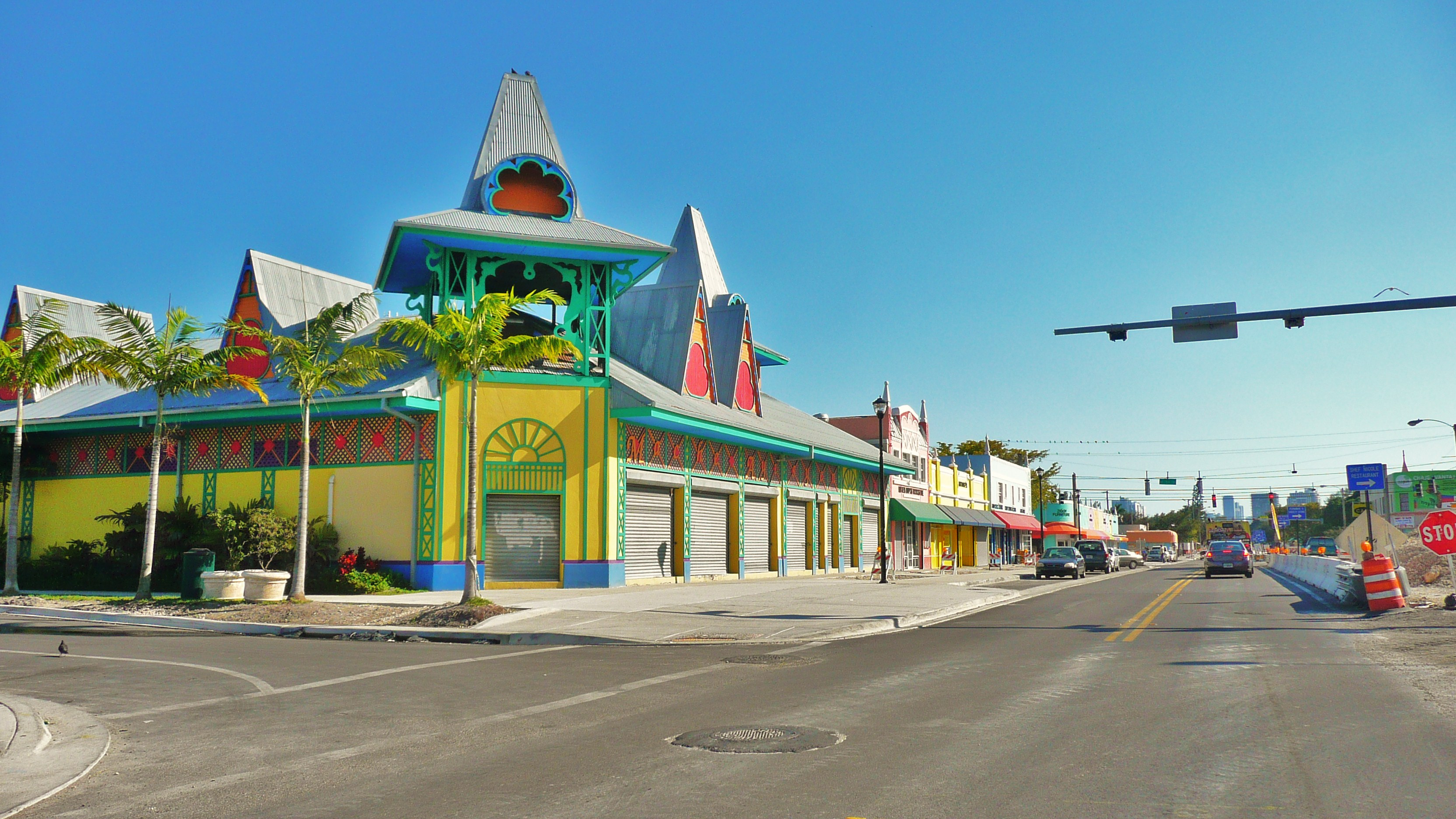
Little Haiti, Miami

Als Haitianische Diaspora werden die dauerhaft im Ausland lebenden Haitianer bezeichnet, die ihre Heimat verlassen haben und sich legal oder auch illegal in andere Länder (in die Diaspora) begeben und dort niedergelassen haben. Bei einer Einwohnerzahl von rund 11,5 Millionen im Inland ist die „Diaspora“ mit rund 3,5 Millionen Menschen wirtschaftlich, kulturell und vor allem soziologisch von beträchtlicher Bedeutung.

## Gründe der Auswanderung
Während der autokratischen Regierungen von François Duvalier („Papa Doc“) und seinem Sohn Jean-Claude Duvalier („Baby Doc“) wurden in den 1960er und 1970er Jahren Oppositionelle in das Exil gezwungen, um gewalttätiger Verfolgung zu entgehen. Sie legten an Orten wie New York und Miami in den Vereinigten Staaten den Grundstein für später entstehende, größere haitianische Gemeinschaften.
Die Auswanderung aus Haiti wurde in der Folge durch anhaltende politische Instabilität und daraus resultierende wirtschaftliche Krisen, durch Naturkatastrophen wie das Erdbeben 2010 und Hurrikan Matthew 2016 sowie das hohe Maß an Unsicherheit, das durch Bandengewalt verursacht wird, stets neu befördert. Die strukturelle Armut im Land führt dazu, dass Auswanderer im Ausland nach besseren Lebensbedingungen suchen.
Hinzu kommen mit der fortschreitenden Klimakrise sogenannte „Umweltflüchtlinge“. Die Umweltprobleme in Haiti (Entwaldung, Bodenerosion und unzureichende Trinkwasserversorgung) bilden einen weiteren Grund, sich auf den Weg an Orte zu machen, an denen diese Probleme nicht bestehen, wo aber im besten Fall bereits Verwandte oder Freunde leben.

## Ziele der Auswanderung

### Nordamerika

#### Vereinigte Staaten
Die Aufzeichnungen des amerikanischen Census Bureau und des Immigration and Naturalization Service (Einwanderungs- und Einbürgerungsbehörde; INS) lassen Rückschlüsse auf die Größe der legalen haitianischen Bevölkerung zu, die sich derzeit in den Vereinigten Staaten aufhält. Schätzungen von Verantwortlichen der Gemeinden, die auch der illegalen Bevölkerung Hilfe anbieten, lassen jedoch vermuten, dass die tatsächliche Zahl der haitianischen Diaspora höher ist als in Regierungsdokumenten angegeben. Die Annahme ist, dass die haitianische Diaspora in den Vereinigten Staaten mehr als 850.000 Personen umfasst; nach Angaben der Gemeinden sind es jedoch rund eine Million Menschen.
Schwerpunkte der Ansiedlung haitianischer Einwanderer und Flüchtlinge sind Boston, New York (älteste haitianische Gemeinde mit rund 156.000 Menschen), New Jersey, Philadelphia, Detroit, Chicago, Washington und Atlanta. Aufgrund seiner geografischen Lage hat der Großraum von Miami in Florida eine besonders große Zahl haitianischer Migranten, deren Zahl auf über 200.000 geschätzt wird. Sie ballen sich in dem Stadtviertel Edison/Little River, das als „Little Haiti“ bekannt ist.

#### Kanada
Die Auswanderung von Haitianern nach Kanada begann mit der Diktatur von François Duvalier in den frühen 1960er Jahren. Da die meisten Haitianer Französisch sprechen, ist Kanada, hier vor allem Quebec, ein natürliches Ziel. Die haitianische Diaspora in Montreal und Ottawa besteht aus rund 200.000 Personen.

#### Mexiko
In Mexiko leben rund 72.000 Haitianer.

### Lateinamerika und Karibik
In der Nachbarschaft Haitis bieten viele Länder bessere Lebensverhältnisse und haben deswegen große haitianische Bevölkerungsanteile. Die Dominikanische Republik und Kuba haben den Großteil der haitianischen Bevölkerung in der Region außerhalb von Haiti selbst. Ein Grund für die anhaltenden dominikanisch-haitianischen Spannungen in der Gegenwart ist die starke illegale Einwanderung in den letzten Jahrzehnten. Schnell wachsende haitianische Bevölkerungsgruppen sind unter anderem in Brasilien, Chile, Kolumbien, Panama, Costa Rica, Argentinien, Jamaika, Barbados, Guyana, den Bahamas sowie Trinidad und Tobago aufgetaucht. In den karibischen Gebieten, die zu Frankreich oder dem Vereinigten Königreich gehören, leben große Teile der haitianischen Bevölkerung. Im Jahr 2021 zogen Zehntausende von Haitianern, die zuvor in Südamerika gelebt hatten, mit einer Karawane von Kolumbien durch die Darién-Schlucht nach Panama und dann weiter durch Mittelamerika und Mexiko bis zur US-Grenze.

### Europa
Als ehemalige Kolonialmacht ist Frankreich ein natürliches Ziel für die Auswanderung von Haitianern. Es leben in Frankreich selbst rund 62000 Menschen haitianischer Herkunft. In den französischen Überseegebieten kommen rund 130.000 Menschen hinzu. Kleinere Gruppen von Haitianern befinden sich in Belgien und der Schweiz, wobei die französische Sprache der Grund für die Ortswahl ist.

## Integration und Probleme in der Diaspora
Die Integrationsbereitschaft und -fähigkeit von im Ausland lebenden Haitianern wird als groß bezeichnet. Da sie häufig bereits in zweiter oder dritter Generation in der Diaspora leben, identifizieren sie sich leicht mit ihrer neuen Heimat.
In Diskussionen über die Notwendigkeit, die Zahl haitianischer Einwanderer zu begrenzen, wird in der Regel auf deren ausgezeichneten Beitrag zum jeweiligen Gemeinwesen eingegangen.
Eine der prominentesten Vertreterinnen der haitianischen Diaspora ist Michaëlle Jean, geboren in Port-au-Prince, ehemalige Generalgouverneurin von Kanada.
Die Haitian Diaspora Federation (HDF) hat die Förderung einer erfolgreichen, weltweit repräsentativen Organisation von haitianischen Diaspora-Vereinigungen zum Ziel, die gemeinsam die Probleme lösen können, die sich im Ausland und in Haiti selbst stellen. Sie steht mit dem Ministère des Haïtiens Vivant à l'Étranger (Ministerium für im Ausland lebende Haitianer; MHAVE) in Kontakt. Die HDF unterhält allein in den Vereinigten Staaten dreizehn regionale Gliederungen.
In Europa besteht die im Jahr 2014 gegründete FEDERATION DE LA DIASPORA HAITIENNE EN EUROPE (FEDHE) mit Sitz in Paris. Ihr Ziel ist es, Initiativen der haitianischen Diaspora in Europa zusammenzuführen, um Synergieeffekte für den Wiederaufbau und die nachhaltige Entwicklung Haitis zu erzielen. Sie hat über 100 korporative Mitglieder.
Im September 2024 warf Donald Trump, der republikanische Kandidat für die Präsidentschaftswahl in den Vereinigten Staaten 2024, in der TV-Debatte mit seiner Gegenkandidatin Kamala Harris in rassistischer Absicht den in Springfield (Ohio) lebenden Haitianern vor, die Haustiere ihrer Nachbarn zu verzehren. Obwohl die Stadtverwaltung, die lokale Polizei und der republikanische Gouverneur von Ohio Trumps Behauptungen als unzutreffend und falsch bezeichneten, gingen in der Folge vielfach beleidigende Mails und Drohungen bis hin zu Bombendrohungen bei der Stadtverwaltung ein. In Springfield löste dies erhebliche Unruhe aus, unter anderem wurden Schulen und öffentliche Einrichtungen unter verstärkte Bewachung durch die Polizei gestellt. In einer am 11. September 2024 veröffentlichten Erklärung kritisierte das Ministerium für im Ausland lebende Haitianer „diskriminierende Äußerungen von US-Politikern über Haitianer in der Diaspora“.

## Rolle der Diaspora in der Heimat
Trotz Identifikation mit und Integration in der neuen Heimat sind die Angehörigen der Diaspora eng mit Haiti, ihren Heimatorten und Familien verbunden. Dies drückt sich nicht nur in finanziellen Unterstützungen aus, die mittels Bargeldtransfer ausgesprochen umfangreich stattfinden. Häufig ist auch die Gründung und Förderung von karitativen Einrichtungen zur Förderung der Infrastruktur in der Gemeinde der eigenen Herkunft. Im Jahr 2024 betrug die Gesamtsumme der Geldüberweisungen durch due Migranten in die Heimat laut Banque de la République d’Haïti (BRH) 4,1 Milliarden US-Dollar (Vergleich: das Bruttoinlandsprodukt (BIP) des Landes liegt bei 20 Milliarden USD).
Bekannte haitianische Sportler und ein großer Teil der bekannteren haitianischen Musiker leben in der Diaspora.
Premierminister Garry Conille betonte im September 2024, die Unterstützung durch die Diaspora spiele eine entscheidende Rolle dabei, Haiti aus der Krise zu führen und die weitere wirtschaftliche Entwicklung zu befördern. Der in Kinshasa (DR Kongo) geborenen ehemalige US-Botschafter in Südafrika, Patrick Gaspard, vertrat auf einer Konferenz in Washington gleichzeitig die Meinung, dass die haitianische Diaspora eine Katalysatorrolle bei der wirtschaftlichen Entwicklung Haitis spielen könne, und rief dazu auf, „wahrhaftig“ zu sein, was die Distanz zwischen der Diaspora und der haitianischen Zivilgesellschaft angeht.